# تتسو ناگاساوا
تتسو ناگاساوا (انگلیسی: Tetsu Nagasawa؛ زادهٔ ۲۸ مهٔ ۱۹۶۸) بازیکن فوتبال اهل ژاپن است.
از باشگاه‌هایی که در آن بازی کرده‌است می‌توان به باشگاه فوتبال جوبیلو ایواتا اشاره کرد.